# Diocese de Uruaçu

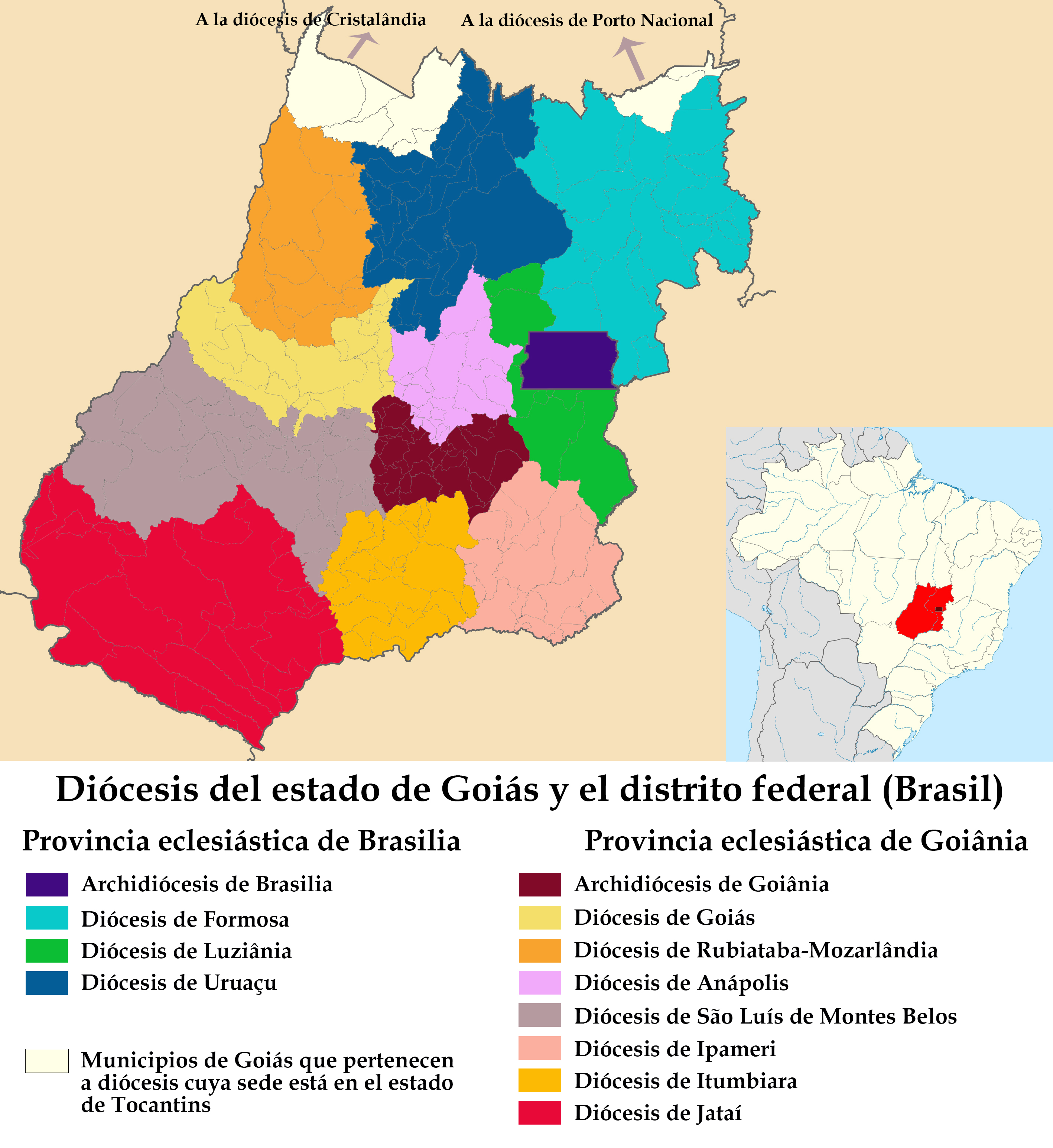
Províncias eclesiásticas da regional CNBB Centro-Oeste.

A Diocese de Uruaçu  (Dioecesis Uruassuensis) é uma circunscrição eclesiástica da Igreja Católica no Brasil. Pertence à província eclesiástica de Brasília e ao Conselho Episcopal Regional Centro-Oeste da Conferência Nacional dos Bispos do Brasil, é sufragânea da Arquidiocese de Brasília.
A diocese de Uruaçu foi criada pelo Papa Pio XII, no dia 26 de março de 1956, por meio da bula Cum territorium. A diocese foi criada a partir de território desmembrado da extinta Prelazia de São José do Alto Tocantins. Niquelândia é uma das principais cidades da diocese, contando com 3 paróquias (São José, Nossa Senhora da Abadia e São Francisco) para atender uma população de cerca de 47.000 pessoas. A cidade sediou a antiga Prelazia de São José do Alto Tocantins, onde a Igreja de São José serviu como catedral prelatícia. Em Niquelândia é realizada a maior festa de devoção à Virgem Maria do Centro Oeste, Romaria de Nossa Senhora da Abadia do Muquém, com mais de 270 anos de história.

## Demografia e paróquias
Em 2019, a diocese contava com uma população aproximada de 315.793 habitantes, sendo que o território da diocese é de 36.223,729 km², organizado em 35 paróquias, organizadas em 5 foranias.
A área da diocese abrange os seguintes municípios:
Forania São João Evangelista
- Campos Verdes

Paróquia Santo Antônio de Pádua

Pároco: Pe. Valdevi Augusto de Freitas Silva
- Guarinos

Paróquia e Santuário Nossa Senhora da Penha

Pároco e reitor: Pe. Antônio Teixeira Sobinho
- Hidrolina

Paróquia Santo Antônio Maria Claret

Pároco: Pe. Valdeci José Magalhães
- Itapaci

Paróquia Imaculado Coração de Maria

Pároco: Pe. Rodrigo Garcia Carrijo

Vigário paroquial: Pe. Paulo Nogueira M. Júnior
- Pilar de Goiás

Paróquia Nossa Senhora do Pilar

Pároco: Pe. Antônio Gilson Santos Silva
- São Luís do Norte

Paróquia São Luiz Gonzaga

Pároco: Pe. Geferson Pereira dos Santos
- Santa Terezinha de Goiás

Paróquia Santa Teresinha de Menino Jesus

Pároco: Pe. Antônio Luiz Pereira

Vigário paroquial: Pe. Suenis Gonçalves
Forania São Lucas
- Goianésia

Paróquia Sagrado Coração de Jesus

Pároco: Pe. José Adeenes Ribeiro

Vigários paroquiais: Pe. Carlos Antônio Vicente e Pe. Francinaldo Alves de Menezes
Paróquia Nossa Senhora da Abadia

Pároco: Pe. José Ferreira Pinto, CMF
 
Vigário paroquial : Pe. Jair Donizet de Oliveira, CMF
Paróquia Nossa Senhora de Fátima

Pároco: Pe. Marcélio Fernandes de Godoy

Vigário paroquial: Pe. Clécio Nogueira Barros
- Rialma

Paróquia Nossa Senhora das Graças

Pároco: Pe. Thiago Alvarino dos Santos

Vigário paroquial Pe. Beneval Teles de Menezes
Comunidade Coração Fiel

Pe. Delton Alves de Oliveira Filho
- Rianápolis

Paróquia São Sebastião

Pároco: Pe. Wolney Alves de Oliveira
- Santa Isabel

Paróquia Santa Isabel

Pároco: Pe. Mauro Sérgio Alves Ferreira
- Santa Rita do Novo Destino

Paróquia Santa Rita de Cássia

Pároco: Pe. Gilson Jardene Guimarães Barreto
Forania São Marcos
- Alto Horizonte

Paróquia São Sebastião

Pároco: Pe. Inocêncio Xavier
- Amaralina

Paróquia São João Batista

Pároco: Pe. Carlos José Inácio
- Campinorte

Paróquia Nossa Senhora da Guia

Pároco: Pe. Uanderson Pereira de Araújo

Vigário paroquial: Mons. Jurandir Antônio de Souza
- Estrela do Norte

Paróquia Nossa Senhora Aparecida

Pároco: Pe. Marcelo Francisco dos Santos
- Mara Rosa

Paróquia Santo Antônio de Pádua

Pároco: Pe. José Fábio de Sena

Vigário paroquial: Pe. Eguimar Matias dos Santos
- Nova Iguaçu de Goiás

Paróquia Nossa Senhora Aparecida

Pároco: Pe. Carlos Magno Gonçalves Pereira
Forania São Mateus
- Campinaçu

Paróquia Nossa Senhora D’Abadia

Pároco: Pe. Rener Olegário Lopes
- Formoso

Paróquia São João Maria Vianney

Pároco: Pe. Hermínio Gomes de Almeida Neto
- Minaçu

Paróquia Nossa Senhora Aparecida

Pároco: Pe. Edvaldo Celestino de Melo
 
Vigário paroquial: Pe. Fábio Pereira Borges
Paróquia Nossa Senhora das Graças

Pároco: Pe. Cornélio José dos Santos

Vigário paroquial: Pe. Gilson Ferreira Santana
- Montividiu do Norte

Paróquia Nossa Senhora Aparecida

Pároco: Pe. Valdivino Ribeiro Coelho
- Santa Teresa de Goiás

Paróquia Santa Teresa

Pároco: Pe. Gilson Luiz Pereira
- Trombas

Paróquia Santo Antônio de Pádua

Pároco: Pe. Hélio Francisco de Faria
Forania São Paulo
- Barro Alto

Paróquia Nossa Senhora da Abadia

Pároco: Pe. Dioclésio de Souza Rios

Vigário paroquial:Pe. Álisson Alves Caixeta
- Niquelândia

Paróquia e Santuário São José

Pároco: Frei Herton Alcântara dos Santos, OFMConv 

Vigários paroquiais: Frei José Maria Satankiewickz, OFMConv, Frei Marcus Orlando Figueiredo Pinto, OFMConv, Frei Regildo Piedade de Almeida, OFMConv.
Paróquia Nossa Senhora da Abadia

Pároco: Pe. Cléber Alves de Matos

Vigário paroquial: Pe. Marcos Alan Martins Pereira
Paróquia São Francisco de Assis

Pároco: Pe. Amarildo Francisco Sales

Vigário paroquial: Pe. Edilson Ribeiro de Freitas - Chanceler do bispado
- Uruaçu

Paróquia Sant'Ana - Catedral

Pároco: Pe. Franciel Lopes da Silva

Vigário paroquial: Pe. João Batista Correa da Silva
Paróquia São Sebastião

Pároco: Pe. André Luís do Vale

Vigários paroquiais: Pe. Nielson Guilherme Pereira Gomes - Vice-chanceler do bispado e Pe. Mozair Borges
Paróquia São José Operário
Pároco: Pe. Crésio Rodrigues da Silva

Vigário paroquial: Pe. Ricardo Henrique Silva
Santuário Nossa Senhora da Abadia de Muquém - Niquelândia

Reitor: Pe. Aldemir Franzin
Pastoral Vocacional Diocesana

Promotor: Pe. Ricardo Henrique Silva
Seminário Diocesano São José

Reitor: Pe. Luvanor Pereira da Silva
Obras Sociais da Diocese de Uruaçu

Assistente eclesiástico: Pe. Suenis Gonçalves

## Bispos
Desde a sua criação, sucederam-se três bispos:
|                         | Nome                            | Período    | Notas                          |
| ----------------------- | ------------------------------- | ---------- | ------------------------------ |
| 4º                      | Giovani Carlos Caldas Barroca   | 2020—Atual |                                |
| 3º                      | Messias dos Reis Silveira       | 2007—2018  | Nomeado Bispo de Teófilo Otoni |
| 2º                      | José da Silva Chaves            | 1976—2007  | Bispo Emérito                  |
| 1º                      | Francisco Prada Carrera         | 1957—1976  |                                |
| Bispo-auxiliar          |                                 |            |                                |
|                         | José da Silva Chaves            | 1967—1976  | Elevado a Bispo                |
| Administrador Diocesano |                                 |            |                                |
|                         | Francisco Agamenilton Damascena | 2019-2020  | Padre da Diocese               |